# Francisco Aranda Vargas
Pour les articles homonymes, voir Francisco Aranda et Aranda.
Francisco Aranda Vargas, né le 30 juin 1977, est un homme politique espagnol membre du Parti des socialistes de Catalogne (PSC).
Il est élu député de la circonscription de Barcelone lors des élections générales d'avril 2019.